# 横道毅
横道 毅（よこみち たけし、1969年5月21日 - ）は、日本の男性俳優。花組芝居所属。屋号は晴屋(はれるや)岩手県大船渡市出身。

## 来歴
岩手県立大船渡高等学校、横浜国立大学卒業。国家公務員(国税専門官)時代を経て、1993年、花組芝居に入座。
入座以来現在まで、2009年「ナイルの死神」、2018年「天守物語」以外の花組芝居本公演全てに出演。
商業演劇、ミュージカル、他劇団への客演などもしている。
劇団公演では女形・立役を兼ねる。
2010年より声優事務所RME株式会社にも籍を置く。
俳優活動と併行して、2011年の東日本大震災で甚大な被害を被った故郷・大船渡市のために、
大船渡津波伝承館のPR活動、防災・減災意識の啓蒙、物産品の販売など、ボランティアも精力的に行っている。
2017年9月20日岩手県大船渡市より「さんりく・大船渡ふるさと大使」に委嘱される。

## 出演作品

### 舞台
- 泉鏡花の草迷宮
- いろは四谷怪談
- かぶき座の怪人
- 和宮様御留
- ゴクネコ
- ザ・隅田川
- 百鬼夜行抄
- 夜叉ヶ池
- 花たち女たち
- 聖ひばり御殿
- 菅原伝授手習鑑
- 南北オペラ
- 夢邪想
- 毛皮のマリー
- 桐一葉
- 黒蜥蜴

### 外部出演
- 「BONTAN-DOUROU」(1994年8月・スペース・ゼロ)
- 「山月記」(1996年11月・盛岡劇場タウンホール)
- 「ジャンヌ・ダルク」（1998年・静岡県舞台芸術センター）
- 東宝公演「西鶴一代女」（1999年11月・帝国劇場）
- 「ローゼンクランツとギルデンスターンは死んだ」(2000年2月・シアターコクーン)
- 「smile!」青空美人プロデュース（2000年6月・下北沢ザ・スズナリ）
- 「夜叉ヶ池」（2003年3月・東京グローブ座）
- 「狂風記」柳鐵三・鶴巻小吉役（2004年2月・アートスフィア）
- 海千山千プロデュース「僕の村にラブホテルがたった」(2004年11月～12月・麻布die pratze)
- 海千山千プロデュース「マイラストセレモニー〜僕が死んだらこんな葬式〜」(2005年11月・赤坂die pratze)
- 青ひげマシーン「たゆたえ」(2006年6月・阿佐ヶ谷名曲喫茶ヴィオロン)
- 伝統の現在Next3―夢幻能形式による鏡花III「眉かくしの霊」(2006年8月・紀伊国屋サザンシアター）
- 海千山千プロデュース「カラスの声もしわがれる・・・」（2006年11月・笹塚ファクトリー）
- 海千山千プロデュース「マイラストセレモニー2007」(2007年6月・下北沢駅前劇場)
- 経済とH「FLOWERS」（2007年10月・青山円形劇場)
- 「God bless you」(2008年2月〜3月・用賀Other side)
- InnocentSphere「ハリジャン」(2008年4月・三軒茶屋シアタートラム)
- 「THE GAME」(2008年5月・用賀Other side)
- sel-fish「イルミナ」(2008年7月・シアターグリーンBIG TREE THEATER)
- はぶ談戯「ヒキガネ2008」(2008年11月・大塚萬劇場)
- アトリエッジ「ぬばたまの淵」(2009年5月・シアターモリエール)
- トレランス「アセンション2012」(2009年7月・シアターモリエール)
- ジャングルベル・シアター「サラマンドラの虹」(2009年9月・シアターグリーンBIG TREE THEATER)
- UltimateGames「CONTINUE」(2009年9月〜10月・ラゾーナ川崎プラザソル)
- ACTOR'S TRASH ASSH第11回公演〜刻め、我ガ肌ニ君ノ息吹ヲ　外伝〜「白キ肌ノケモノ」(2009年11月・笹塚ファクトリー)
- CAP企画Vol.2「パニ・パニ・パニック」(2010年1月・シアターグリーンBOX in BOX THEATER)
- 東京ストーリーテラー「MUKAIYAMA　ザ・トラブルマスターズ」(2010年5月・シアターKASSAI)
- 北京蝶々「あなたの部品　リライト」(2010年12月・渋谷ギャラリー・ルデコ)
- CAP企画vol.3「東尋坊〜命の番人〜」（2011年1月・中野テアトルBONBON）
- 北京蝶々「パラリンピックレコード」(2011年4月・三軒茶屋シアタートラム)
- ビックファイタープロジェクト第三回公演「生きてこそ」(2011年6月〜7月・新宿白萩ホール)
- 冬の公会堂企画「誰かの星空」(2012年1月・シアターグリーンTHE BIG TREE THEATER)
- シュークリーム工房プロデュースvol.1 WAKI-GUMI「新撰組 あと始末記」(2012年6月・博品館劇場)
- 未國ミュージカル「いのちてんでんこ」(2014年11月〜)
- TOHOKU Roots Project vol.2 「星の祭に吹く風」(2018年3月17日～4月10日・福島・宮城・岩手・東京公演)
- 海千山千プロデュース「音楽劇　Worker's Rhapsody」(2018年9月・下北沢小劇場B1)
- パラドックス定数「蛇と天秤」(2018年10月10日～15日・シアター風姿花伝)
- パラドックス定数「諜報員」（2024年3月7日〜17日、東京芸術劇場 シアターイースト）[1]
- 日本の劇団「十二人の怒れる男」（2024年12月11日〜15日、下北沢駅前劇場）[2]

## テレビ
- NHK特集ドラマ「恋の三陸　列車コンで行こう」2016年2月27日 - 3月12日 (岩手ことば指導・出演)
- 東日本大震災復興動画制作プロジェクト〜岩手復興ドラマ〜「日本一ちいさな本屋」2017年3月(大竹伸也役・方言指導)